# Abdel Rahman Zuabi
Abdel Rahman Zuabi, född 19 november 1932 i Sulam, Palestina, död 12 september 2014, var en israelisk jurist och domare i Israels Högsta domstol. Han var medlem av Israels största arabiska klan men betonade samtidigt att han var stolt medborgare av staten Israel.

## Biografi
Zuabi föddes i Sulam, en judisk-arabisk by i norra Palestina i närheten av ‘Afula. Han var den förste av arabisk härkomst att avlägga examen vid Tel Aviv Universitys School of Law och Economy. En av hans kurskamrater var den israeliska arméns generalstabschef, Moshe Dayan.
Han arbetade som ställföreträdande ordförande för tingsrätten i Nasaret 1996–2002. Under dessa år fick han rykte om sig att vara särskilt hård mot brottslingar, som är inblandade i narkotikamissbruk och narkotikahandel. Han dömde en gång en narkotikalangare till 20 år i fängelse, den hårdaste dom som någonsin avkunnats i Israel för narkotikabrott. Den 3 mars 1999 utsågs han till ledamot av Israels Högsta domstol för en niomånadersperiod och var den förste arabiske juristen i detta ämbete.
Zuabi var medlem av den rättsliga undersökningskommitté som, under ledning av Högsta domstolens president Meir Shamgar, utredde massakern vid Patriarkernas grav på Tempelberget i Jerusalem år 1994. Han var också ansvarig för flera domar som avkunnats av högsta domstolen.
Zuabi etablerade ensamrätt för de muslimska shariadomstolarna att fastställa underhållsbidrag. Han fastställde också regeln att vittnesmål av ett vittne inför en utredare skall vara giltigt, även om vittnet senare vägrade att upprepa sitt vittnesmål i domstol.